# Chaves, Portugal
Chaves (portugisiskt uttal: [ˈʃavɨʃ]
 ( lyssna)) är en stad och kommun i norra Portugal.
Den ligger vid floden Tamega, 8 km från gränsen mot Spanien.
Kommunen har 37 592 invånare (2021). 

## Ortnamnet
Ortnamnet Chaves härstammar från det latinska Aquæ Flaviæ (”släkten Flavias kurort”).

## Kända personer
- António Marto, kardinal och biskop [5]